# 凱伯·凱洛威
凱伯·凱洛威（Cabell "Cab" Calloway III，1907年12月25日—1994年11月18日），美國爵士歌手以及首席領班。

## 生平
凱洛威擅長充滿活力的擬聲唱法（scat singing）並帶領了美國最受歡迎之一的黑人大樂團，在30到40年代大受歡迎。凱洛威的大樂隊團員包括了：小號手迪吉·葛拉斯彼（Dizzy Gillespie）與達克·奇特漢（Adolphus "Doc" Cheatham），薩克斯風手班·韋伯斯特（Ben Webster）與里恩·拜瑞（Leon "Chu" Berry），紐奧良吉他手丹尼·巴克（Danny Barker）與貝斯手米爾特·辛頓（Milt Hinton）。凱落威一生都在舞台上度過，直到1994年以86歲高齡逝世。